# Гопа
Гопа (Boops boops) е вид бодлоперка от семейство Sparidae. Видът не е застрашен от изчезване.

## Разпространение и местообитание
Разпространен е в Албания, Алжир, Ангола, Белгия, Бенин, Босна и Херцеговина, България, Великобритания, Габон, Гамбия, Гана, Гвинея, Гвинея-Бисау, Германия, Гибралтар, Грузия, Гърция, Дания, Демократична република Конго, Египет, Екваториална Гвинея, Западна Сахара, Израел, Ирландия, Испания, Италия, Кабо Верде, Камерун, Кипър, Кот д'Ивоар, Либерия, Либия, Ливан, Мавритания, Малта, Мароко, Монако, Нигерия, Нидерландия, Норвегия, Португалия, Румъния, Сао Томе и Принсипи, Сенегал, Сиера Леоне, Сирия, Словения, Того, Тунис, Турция, Украйна, Франция, Хърватия и Черна гора.
Среща се на дълбочина от 1.5 до 276 m, при температура на водата от 11,7 до 19,7 °C и соленост 35,4 — 38,7 ‰.

## Описание
На дължина достигат до 36 cm.